# Prva makedonska fudbalska liga 2009-2010
L'edizione 2009-2010 della Prva makedonska fudbalska liga è la 18ª edizione della manifestazione. Ebbe inizio il 1º agosto 2009 e si concluse nel maggio 2010. Vide la vittoria finale del Renova, che si aggiudicò il primo titolo nazionale.

## Formula
Partecipano al campionato 12 squadre, pertanto, per garantire un ragionevole numero di giornate, sono previsti i classici gironi di andata e ritorno, a cui va a sommarsi un terzo girone che fissa il numero di giornate a 33. A seguito dell'espulsione di due squadre dopo le undici partite del girone di andata, però, ciascuna squadra disputerà un totale di 29 partite.

La squadra campione di Macedonia ha il diritto a partecipare alla UEFA Champions League 2010-2011, partendo dal secondo turno preliminare.

Le squadre classificate al secondo e terzo posto sono ammesse alla UEFA Europa League 2010-2011, partendo entrambe dal primo turno preliminare.

In origine era prevista la retrocessione diretta delle ultime due in classifica, mentre la 10a e la 9a avrebbero disputato uno spareggio rispettivamente contro la 3a e la 4a della seconda divisione. A seguito dell'espulsione del Pobeda, però, si decise di far retrocedere direttamente le ultime tre, con conseguente promozione diretta delle prime tre della seconda divisione. La quartultima della Prva Liga disputa lo spareggio contro la quarta della seconda divisione.

## Squadre partecipanti
| Squadra          | Città     |
| ---------------- | --------- |
| Makedonija G.P.  | Skopje    |
| Metalurg Skopje  | Skopje    |
| Milano Kumanovo  | Kumanovo  |
| Pelister         | Bitola    |
| Pobeda           | Prilep    |
| Rabotnički       | Skopje    |
| Renova           | Džepčište |
| Sileks Kratovo   | Kratovo   |
| Sloga Jugomagnat | Skopje    |
| Teteks           | Tetovo    |
| Turnovo          | Turnovo   |
| Vardar           | Skopje    |

## Sanzioni
- Il Pobeda ha ricevuto 3 punti di penalità per non aver rispettato una regola del Codice Disciplinare FIFA, e successivamente espulso dal campionato e tutti i suoi risultati azzerati.
- Il Makedonija e lo Sloga Jugomagnat sono state escluse dal campionato dopo aver disputato l'intero girone di andata (11 partite) per non essersi presentati a due partite consecutive. I punti delle due squadre sono stati azzerati, ma i risultati ottenuti fino a quel punto vengono comunque mantenuti per le squadre che li hanno affrontati.
- Il Turnovo ha ricevuto 3 punti di penalità per non essersi presentato alla partita valida per la 14ª giornata contro il Metalurg.
- Il Vardar ha ricevuto 3 punti di penalità per non essersi presentato alla partita valida per la 18ª giornata contro il Metalurg.

## Classifiche 2009-2010

### Classifica finale
|  |     | Classifica finale 2009-2010 | Pt | G  | V  | N  | P  | GF | GS | DR  |
|  | --- | --------------------------- | -- | -- | -- | -- | -- | -- | -- | --- |
|  | 1.  | Renova                      | 55 | 26 | 17 | 4  | 5  | 45 | 21 | +24 |
|  | 2.  | Rabotnički                  | 50 | 26 | 15 | 5  | 6  | 38 | 20 | +18 |
|  | 3.  | Metalurg Skopje             | 47 | 26 | 12 | 11 | 3  | 35 | 16 | +19 |
|  | 4.  | Pelister                    | 39 | 26 | 11 | 6  | 9  | 28 | 27 | +1  |
|  | 5.  | Sileks Kratovo              | 32 | 26 | 8  | 8  | 10 | 29 | 33 | -4  |
|  | 6.  | Vardar                      | 30 | 26 | 9  | 6  | 11 | 31 | 28 | +3  |
|  | 7.  | Teteks                      | 30 | 26 | 8  | 6  | 12 | 31 | 30 | +1  |
|  | 8.  | Turnovo                     | 26 | 26 | 8  | 5  | 13 | 27 | 35 | -8  |
|  | 9.  | Milano Kumanovo             | 6  | 26 | 1  | 3  | 22 | 14 | 81 | -67 |
|  | 10. | Makedonija G.P.             | 0  | 10 | 5  | 4  | 1  | 23 | 5  | +18 |
|  | 11. | Pobeda                      | 0  | 0  | 0  | 0  | 0  | 0  | 0  | 0   |
|  | 12. | Sloga Jugomagnat            | 0  | 10 | 3  | 2  | 5  | 9  | 16 | -7  |

### Classifica marcatori
Dati aggiornati al 3 aprile 2010
|  | Gol | Marcatore          | Squadra         |
|  | --- | ------------------ | --------------- |
|  | 15  | Bobi Božinovski    | Rabotnički      |
|  | 12  | Besart Ibraimi     | Renova          |
|  | 12  | Dušan Savić        | Rabotnički      |
|  | 11  | Boban Jančevski    | Renova          |
|  | 11  | Dragan Dimitrovski | Pobeda          |
|  | 11  | Boban Jančevski    | Renova          |
|  | 10  | Ilija Nestorovski  | Pobeda          |
|  | 9   | Baže Ilijoski      | Metalurg Skopje |